# Mauka (Moosach)
Die Mauka ist ein rechter ca. 6,33 km langer Bach im Gemeindegebiet von Eching und Neufahrn bei Freising. Er gehört zum Flusssystem der Isar.
Die Mauka entsteht als Graben an der A9, fließt am Rinnbachsee beim Autobahnkreuz Neufahrn vorbei und weiter weitgehend parallel zur Moosach nach Nordosten. Nachdem sie die Neufahrner Mühlseen nördlich passiert und den Roten bzw. Mieskanal kreuzt, mündet sie von rechts in die Moosach.
In der Mauka lassen sich Bachforelle und Regenbogenforelle, Barbe, Aitel, Karpfen und Aal finden.